# سالن تئاتر دالبی

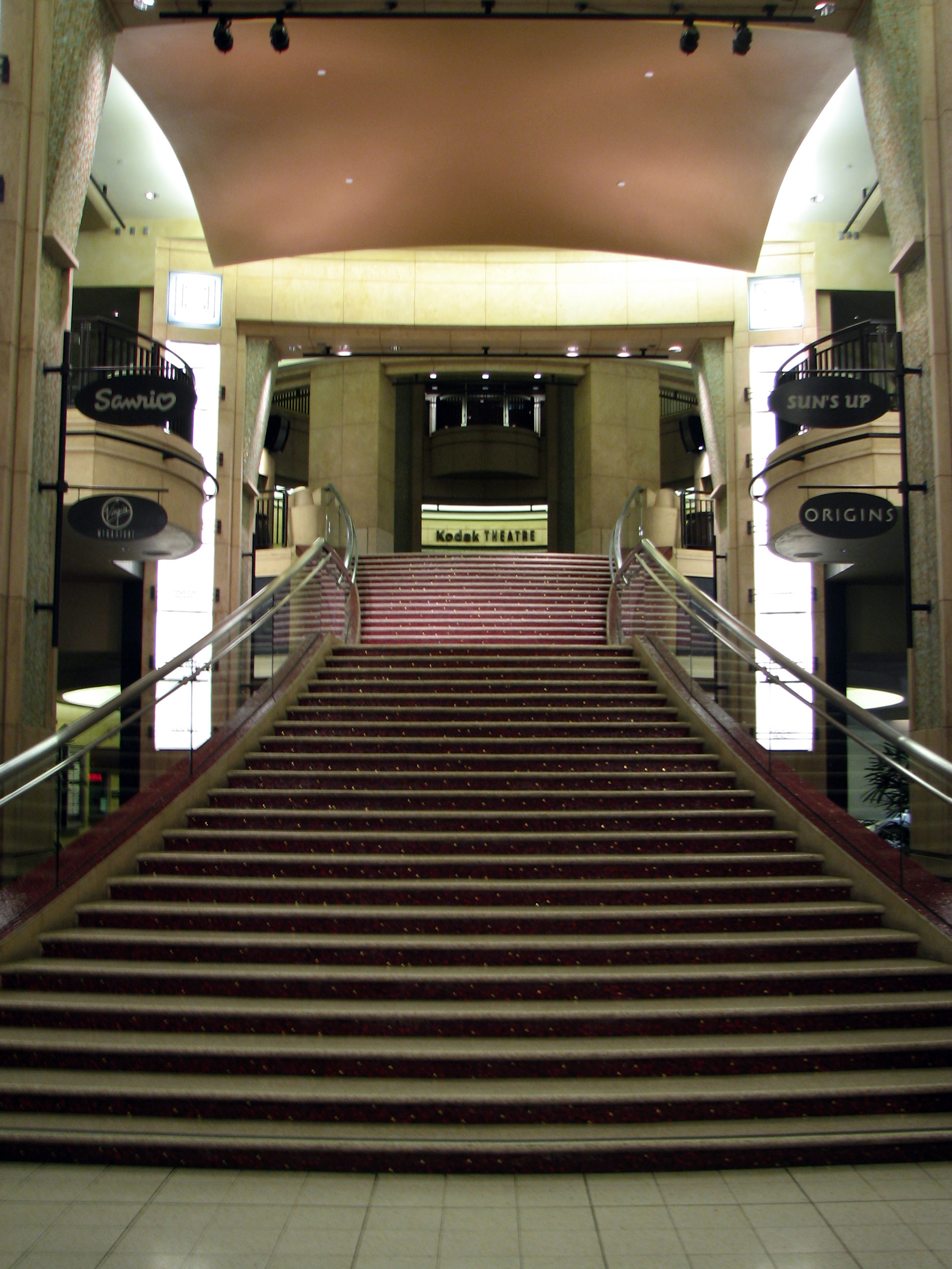
راه‌پله منتهی به سالن تئاتر دالبی

سالن تئاتر دالبی (با تلفظ انگلیسی دالبی تیه‌تر (به انگلیسی: Dolby Theatre)) با نام سابق سالن تئاتر کوداک یا مرکز تئاتر هالیوود و هایلند یک سالن تئاتر و اجتماعات است که در منطقه هالیوود شهر لس‌آنجلس قرار دارد.
این سالن که در سال ۲۰۰۱ میلادی تأسیس شده است ظرفیت آن ۳٬۳۳۲ نفر و از سال ۲۰۰۲ تاکنون میزبان مراسم اسکار است.

## کنسرت‌ها
سالن تئاتر دالبی میزبان کنسرت خوانندگان زیادی همچون کریستینا آگیلرا، الیسا، سلین دیون، آندریا بوچلی، دیکسی چیکس، ماریا کری، بیانسه، آلیشا کیز، الویس کاستلو، شاریس، کرز، بری مانیلو، پرنس، ایان اندرسون، دیوید گیلمور،ابی،عارف، معین، شادمهر عقیلی، گوگوش، لیلا فروهر، اندی،شهره صولتی، فرزاد فرزین ، امید سلطانی، شاهکار بینش پژوه، محمدرضا گلزار و آرش لباف بوده است.